# Batha Ouest
Le Batha Ouest est l'un des trois départements composant la région du Batha au Tchad. Son chef-lieu est Ati.

## Subdivisions
Le département du Batha Ouest est divisé en quatre sous-préfectures :
- Ati
- Djedda (ou Djedaa)
- Hidjilidje
- Koundjourou (ou Koundourou)

## Administration
Préfets du Batha Ouest (depuis 2002)
- 9 octobre 2008 : Mouta M'Bodou[2]